# Helvina uncinata
Helvina uncinata är en skalbaggsart som beskrevs av Thomson 1864. Helvina uncinata ingår i släktet Helvina och familjen långhorningar. Inga underarter finns listade i Catalogue of Life.